# Les Prés d’Orvin
Die Gegend mit der Bezeichnung Les Prés d’Orvin ist eine Berglandschaft im Schweizer Juragebirge und ein Naturschutzgebiet im Kanton Bern. Sie liegt grösstenteils auf dem Gebiet der Gemeinde Orvin und mit einem kleinen Abschnitt in der Nachbargemeinde Nods, die beide zum Verwaltungskreis Berner Jura gehören. Das Gebiet ist von einem Sekundärbiotop mit halboffenen Bergwiesen und einer artenreichen Vegetation geprägt, das seit 2010 durch das Bundesinventar der Trockenwiesen und -weiden von nationaler Bedeutung (TWW) geschützt und zudem in der Weltdatenbank der Schutzgebiete (WDPA) als Biotop- und Artenschutzgebiet der IUCN-Kategorie IV ausgewiesen ist.
Der französische Name Les Prés d’Orvin bedeutet auf Deutsch „Die Wiesen von Illfingen“; frz. pré stammt von lateinisch prātum „Wiese“ ab, und „Illfingen“ ist der alte, heute nicht mehr gebräuchliche deutsche Name der Ortschaft, die im französischsprachigen Gebiet der Romandie liegt. Im lokalen Sprachgebrauch nannte man früher das Berggebiet einfach Les Prés. Der Flurname bezeichnet das durch Rodung im ursprünglichen Bergwald oberhalb des Dorfes Orvin gewonnene Weideland am Südhang einer markanten Bergkette des Faltenjuras. Diese Erhebung erreicht sieben Kilometer weiter südwestlich mit dem Gipfel des Chasseral auf 1607 m ü. M. ihren höchsten Punkt und endet sechs Kilometer östlich der Prés d’Orvin in der Schlucht von Frinvillier auf 520 m ü. M. Der Gebirgsraum liegt im Landschaftsschutzgebiet des Naturparks Parc régional Chasseral.
Weit oben an der Bergstrasse vom Dorf zum Weideland, die auch als Verbindungsstrasse nach Nods dient, entstand im 20. Jahrhundert eine Streusiedlung, die vorwiegend aus Ferienhäusern besteht und den Siedlungsnamen Les Prés-d’Orvin erhielt, der zur Unterscheidung vom Flurnamen Les Prés d’Orvin mit einem Bindestrich geschrieben wird. Die zerstreuten Bereiche des TWW-Schutzgebiets erstrecken sich über die noch nicht von der unkontrollierten Siedlungsentwicklung erfassten und kaum durch intensive Landwirtschaft beeinträchtigten naturnahen Flächen neben dem Feriendorf.

## Landschaft

### Geologie
Die Chasseral-Antiklinale ist eine deutlich ausgeprägte, hohe Falte des Juragebirges. Mesozoische Sedimente des Oberjuras wurden im Erdzeitalter des jüngeren Tertiärs während der Bildung der Alpen zusammengepresst und in die Höhe gehoben. Das Gebirge besteht aus mächtigen verformten Schichtpaketen von Malmkalk, Hauptrogenstein und Muschelkalk. Am Südhang des Chasseral entstand im gleichen Zeitraum der kurze Höhenzug des Spitzbergs (französisch Mont Sujet) als eine etwas weniger hohe Nebenfalte. Dazwischen liegt das Tal Prés Vaillons, eine kleine Synklinale mit der Alpsiedlung Métairie de Prêles (deutsch „Sennerei von Prägelz“) und dem Feriendorf Prés-d’Orvin.

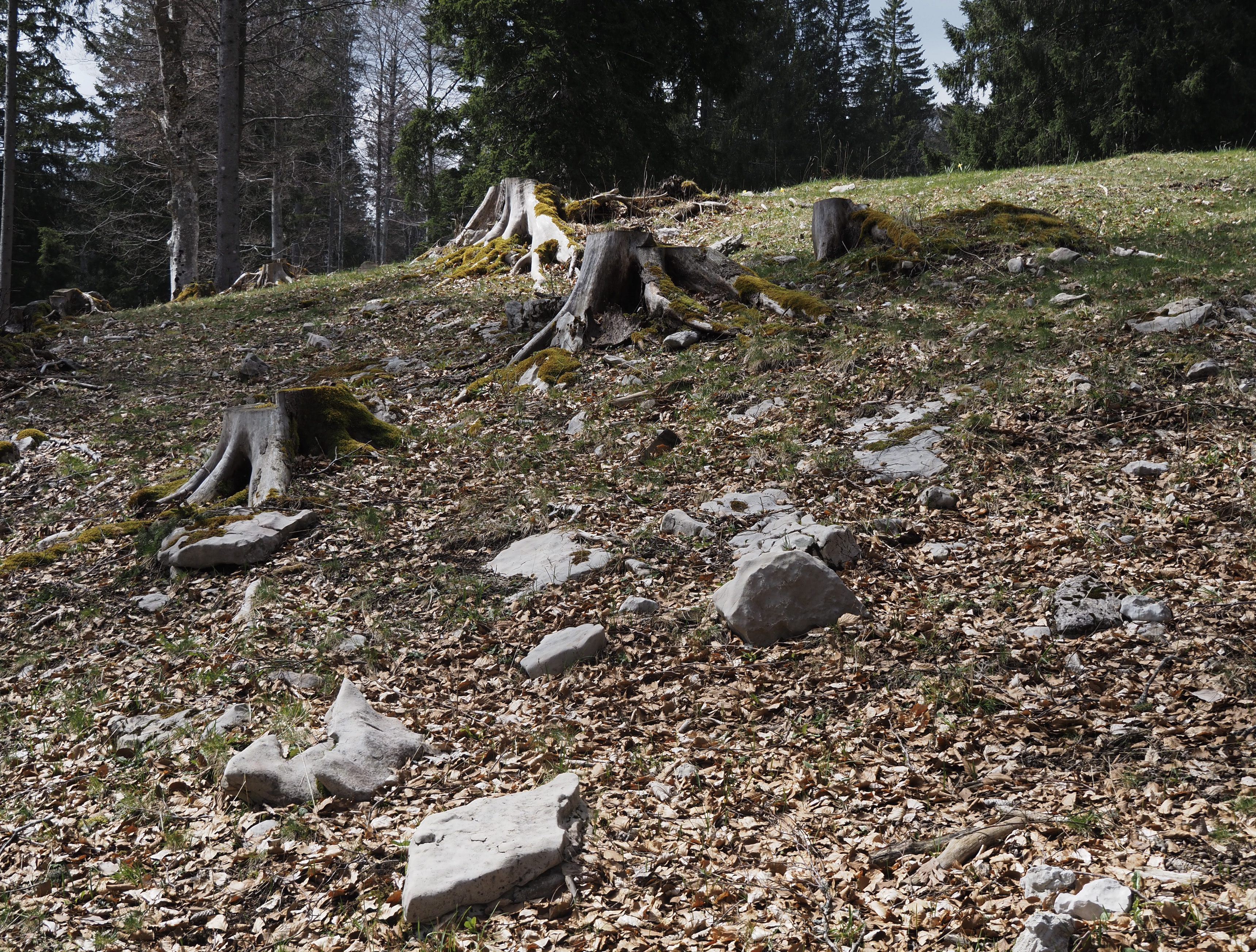
Felsboden in einem aufgelichteten Waldstück

Der Felsboden im Gebiet der Prés d’Orvin besteht aus Kalkbänken der so genannten Günsberg- und Twannbach-Formationen aus der Stufe des Kimmeridgiums, die vor ca. 157 bis 152 Millionen Jahren entstanden. Die auf ältere Gesteine überschobenen Schichten steigen vom Bielersee gegen Nordwesten bis auf die Krete der Chasseralkette ziemlich gleichmässig an und bilden im oberen Abschnitt eine leicht geneigte Fläche, die auf einer stellenweise nur dünnen Lage von Rendzinaboden heute teils von Bergwald und dank der jahrhundertelangen Weidewirtschaft teils von offenem Magerrasen bedeckt ist. Da und dort ragen kleine Felsschuppen, die manchmal Rillenkarren aufweisen, und Ansammlungen von verwittertem Geröll aus der Grasnarbe heraus.

### Hydrogeologie
Obwohl das Chasseralmassiv wegen seiner Geländehöhe eine Zone mit relativ hohen Niederschlagsmengen ist, entstehen auf dem Berg keine Oberflächengewässer. Die Karbonatgesteine sind sehr stark verkarstet, was etwa an den zahlreichen Einsturztrichtern (Dolinen) am Mont Sujet und in den Senken nördlich der Wasserscheide Crête de Jobert über den Bergweiden zu sehen ist. Das Berggebiet entwässert deshalb unterirdisch zu den tiefen Flusstälern hinunter. Das oberhalb von Orvin versickerte Felsgrundwasser erreicht in östlicher Richtung zum Teil das fünfhundert Meter tiefer gelegene Tal der Orvine, die bei Frinvillier in die Schüss mündet, vor allem aber durch Klüfte und Schichtfugen im Gebirge direkt die offenen Kalkflanken der Klus von Rondchâtel mit der Merlinquelle und viel weiter unten möglicherweise sogar noch die «Römerquelle» in der Stadt Biel. Mit Färbversuchen wurde nachgewiesen, dass die Bergweiden von Orvin zum Einzugsbereich der Merlinquelle gehören. Aus dieser ergiebigen Quelle bezog die Stadt Biel seit 1879 den grössten Teil des Trinkwassers; 2005 verzichteten die Stadtwerke wegen der zunehmenden Verunreinigung des Sickerwassers durch die Viehhaltung auf den Bergweiden und das Abwasser aus der Feriensiedlung darauf. Das Grundwasser aus dem Scheitelbereich der Chasseralkette, also vielleicht auch aus dem obersten Abschnitt der Prés d’Orvin, fliesst durch Störungen im Kalkgestein gegen Norden ab und speist andere Karstquellen von Zuflüssen der Schüss im Sankt-Immer-Tal. Der westliche Teil des Schutzgebiets Les Prés d’Orvin rund um die Alpsiedlung Métairie de Prêles befindet sich über dem unterirdischen Einzugsgebiet des Twannbachs, der in den Bielersee mündet.

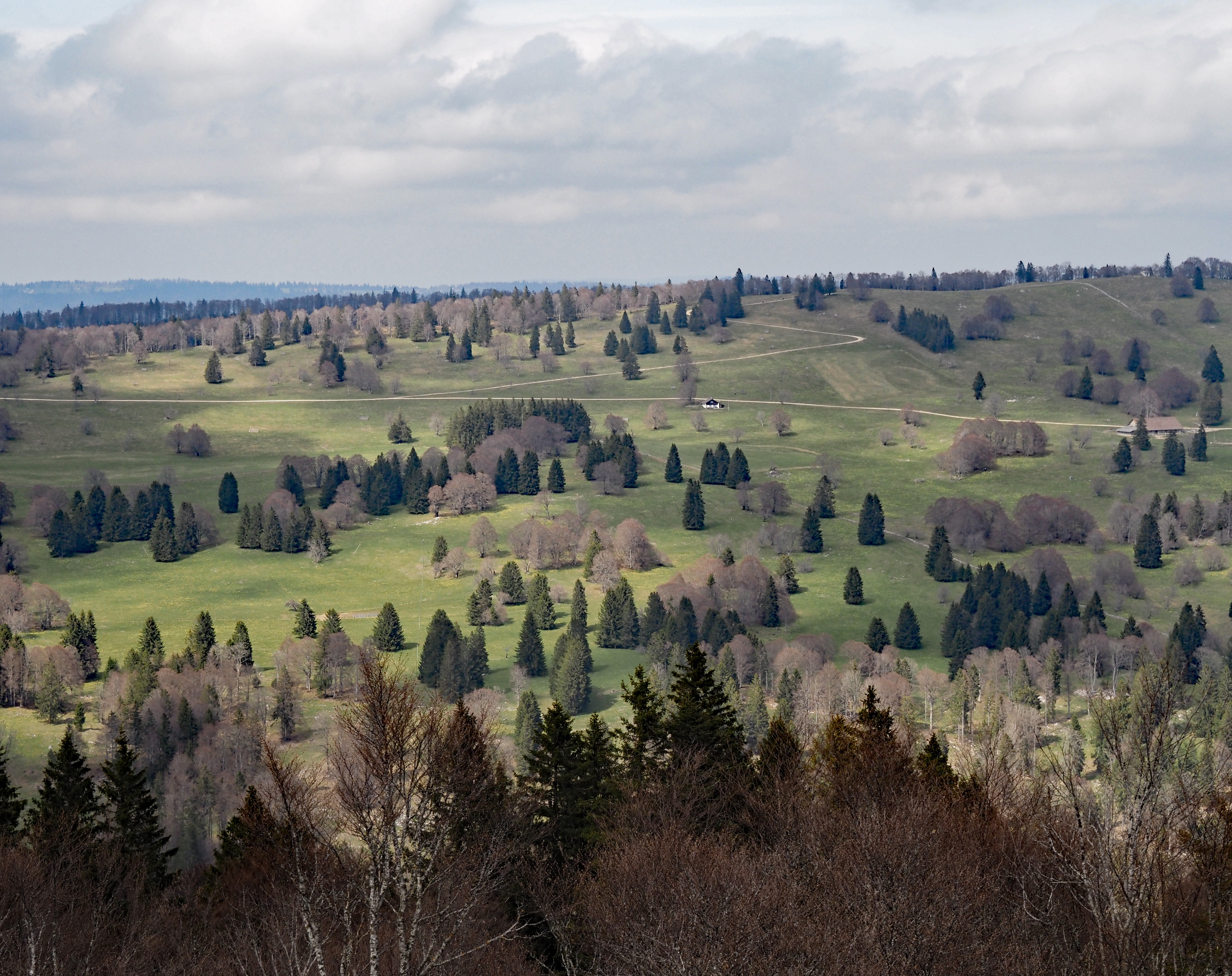
Halboffene Weidelandschaft der Prés d’Orvin

### Geografie
Das Weidegebiet Les Prés d’Orvin liegt auf etwa 1200 m ü. M. am 3,5 Kilometer langen mittleren Abschnitt der Chasseral-Südflanke, wo sich das sanft zum Bergkamm ansteigende Gelände gut zur Viehsömmerung eignet. Die Wiesen im Schutzgebiet verteilen sich über die Höhenstufe von 860 m ü. M. an der Zufahrtstrasse Route des Prés-d’Orvin bis 1340 m ü. M. auf der Wasserscheide über dem Weidegebiet Plans Dessus (was auf Deutsch „Oberer Boden“ bedeutet). Die steilen Berghänge westlich und östlich davon konnten dagegen nicht als Grasland erschlossen werden und tragen noch immer zusammenhängende Waldflächen, die an unzugänglichen Stellen ursprüngliche Primärbiotope enthalten. Im Osten schliesst die deutlich steilere, bewaldete Bergflanke La Gaudine-Bois des Râpes an die offene Wiesenlandschaft an. Der alte Gemeindewald von Orvin erstreckt sich bis zur hoch aufragenden Felswand Les Roches („Die Felsen“) oberhalb des Dorfes, das auf der Höhe von 700 m ü. M. und somit ungefähr fünfhundert Meter weniger hoch liegt als das Areal der Bergweiden.
Weiter südwestlich liegen auch im Gemeindegebiet von Nods auf einer verhältnismässig schwach ansteigenden Zone der Bergkette offene Weideflächen. Abseits der von den Sennereien Métairie de Prêles, Les Colisses und La Citerne intensiv genutzten Alpweiden ist weit oben am Bergkamm eine andere wertvolle Magerwiese erhalten geblieben, die als Naturschutzgebiet La Citerne in der Liste der Trockenwiesen und -weiden von nationaler Bedeutung im Kanton Bern ausgewiesen ist. Dieses isolierte Biotop ist einen Kilometer von den Prés d’Orvin entfernt.

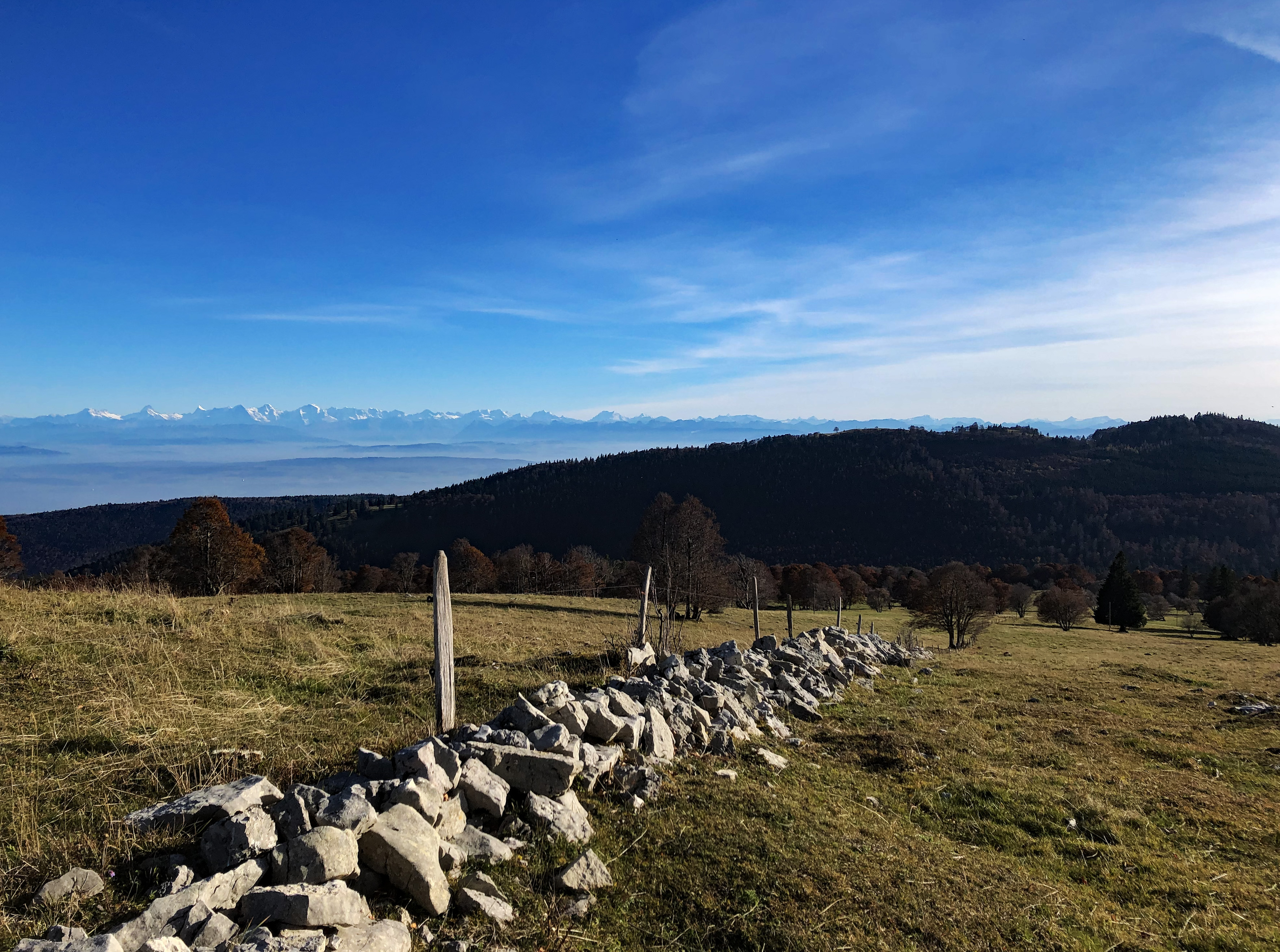
Zerfallene Trockenmauer und neuer Weidezaun auf Plans Dessus bei Orvin

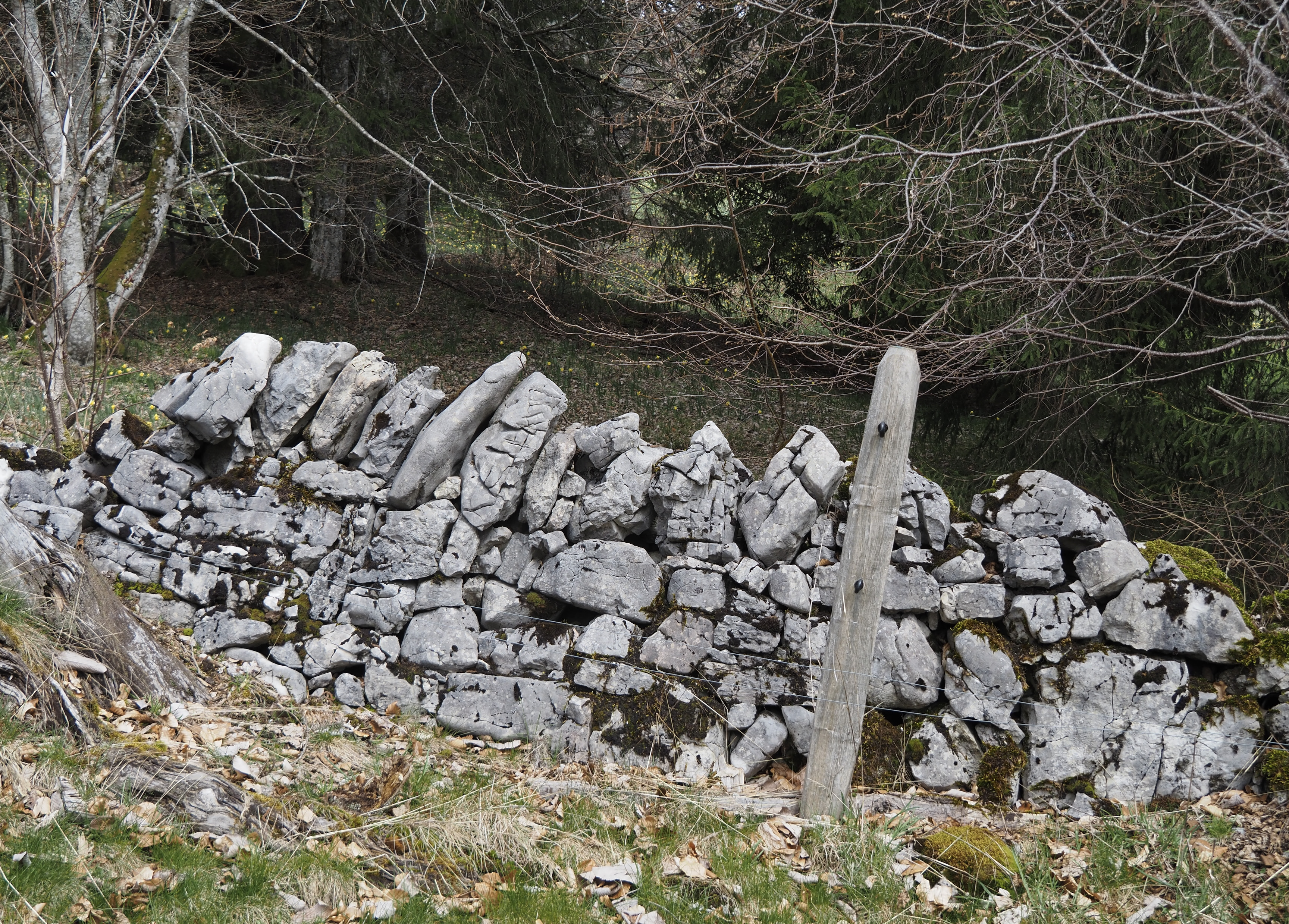
Alte Steinmauer

Die schnurgerade Gemeindegrenze vom Tal Prés Vaillons zum Bergkamm hinauf ist mit einer kilometerlangen trocken aufgeschichteten Mauer aus Blöcken des örtlich vorkommenden Kalksteins markiert. Solche Mauern dienten früher zur Abgrenzung der einzelnen Weidereviere, auf denen sich das Vieh zum Grasen frei bewegen konnte. Die aus dem bankigen, verkarsteten Felsen gelösten oder in den Weideflächen aufgelesenen Steine eignen sich mit ihrer oft plattenartigen Form gut zum Aufbauen der hohen Weidemauern. Wegen der andauernden wetterbedingten Korrosion des Gesteins, der Wirkung von Pflanzen und Tieren und aus andern Ursachen verlieren die Mauern allmählich den Halt und fallen in sich zusammen. Statt sie mühevoll wieder aufzurichten, bevorzugten die Landwirte seit dem Ende des 19. Jahrhunderts das Einzäunen der Weiden mit Stacheldraht und neuerdings mit elektrischen Weidezäunen; und so ging das Wissen um die Bautechnik des einst nützlichen Mauerwerks bei der lokalen Bevölkerung verloren. Erst in jüngster Zeit finden die zahlreich auf den Anhöhen des Jura stehenden Trockensteinmauern wieder eine Wertschätzung als Element der traditionellen Kulturlandschaft. Sie sind mit den vielen Nischen und Ritzen auch als Biotop für die Kleintierfauna, kleine Raubtiere und die Vögel und als Substrat für Flechten und Moose nützlich. Seit 2018 sind die historischen Kulturtechniken des Trockenmauerwerks einiger europäischer Länder in der Repräsentativen Liste des immateriellen Kulturerbes der Menschheit der UNESCO verzeichnet. Im Juragebirge werden die vielen das Landschaftsbild prägenden Mauern mancherorts durch neu geschulte Fachleute und mit der Förderung durch externe Geldgeber wie der Stiftung Landschaftsschutz Schweiz wieder aufgebaut.
Südlich von Les Prés d’Orvin liegt das TWW-Objekt Combe Gaumé auf dem 1382 m hohen Spitzberg (Mont Sujet). Und auch die kleinen Flächen Les Lavettes und Crêt sor Neuchâtel in der Nähe von Orvin sind als wertvolle Trockenwiesen durch das Bundesinventar geschützt.
Während die höheren Weidegebiete vorwiegend offenes Grasland aufweisen, ist die etwas tiefer gelegene Geländestufe teilweise von lockeren Baumgruppen und Gebüsch bedeckt, was diesem Teil der Landschaft den Charakter von Waldweiden gibt. Im 20. Jahrhundert hat sich das Gehölz wegen Änderungen in der Alp- und Forstwirtschaft stellenweise stark ausgebreitet und die Lebensgemeinschaften der Wiesen zurückgedrängt. Der heute teilweise überbaute flache Talboden östlich von Prés Vaillons zwischen dem Chasseralrücken und dem Mont Sujet mit dem Namen Plan Dessous, was auf Deutsch „Unterer Boden“ bedeutet, war ursprünglich ein gutes Weidegebiet.

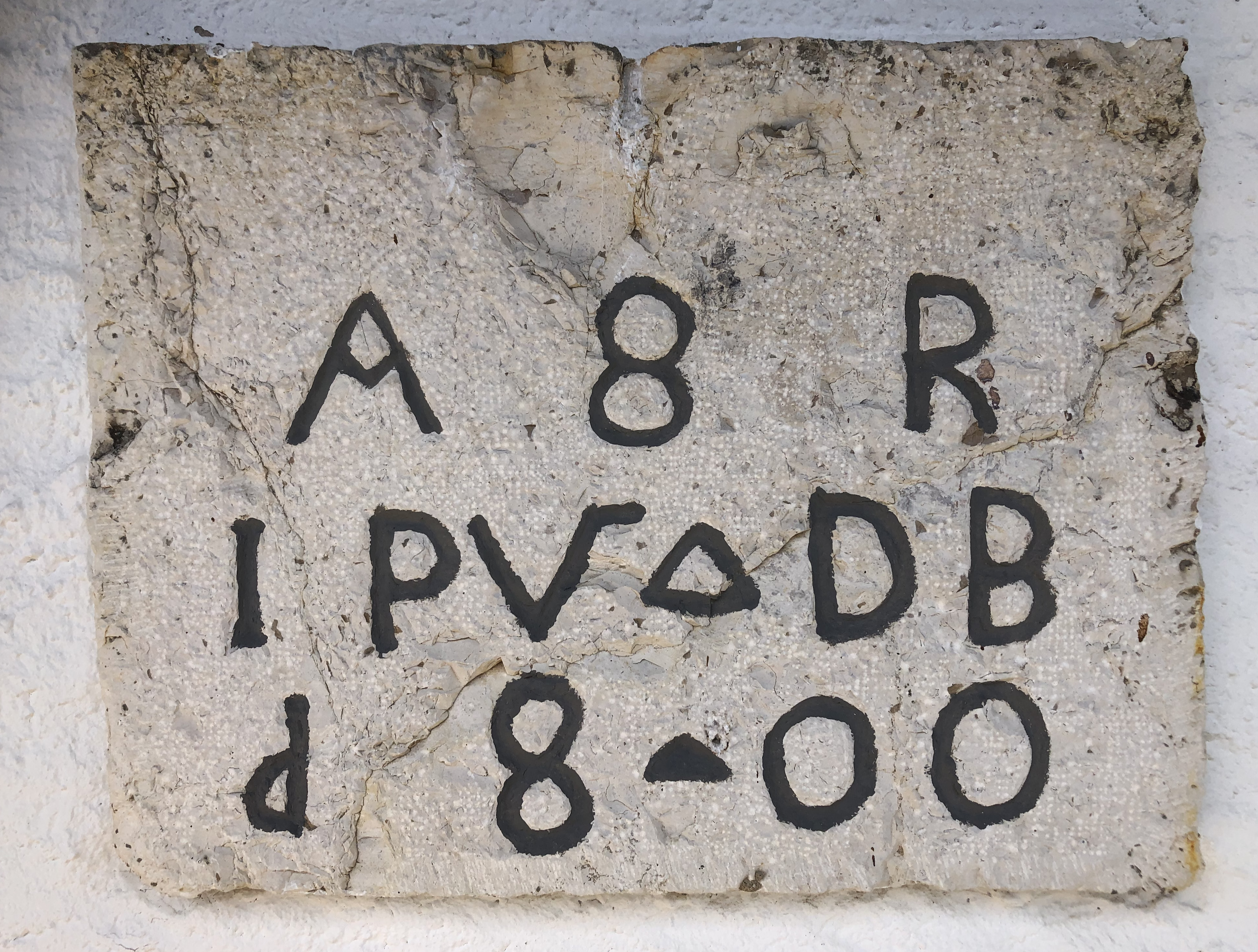
Hausinschrift der Métaire Pré Carrel

Noch um 1900 standen in den Bergwiesen von Orvin nur wenige, der Viehwirtschaft dienende Gebäude, vor allem die von den Gemeinden betriebenen Métairies, wie man die Bergbauernhöfe im Französischen nennt. Die Sennerei Métairie d’Evilard (deutsch „Leubringenberg“) im Zentrum des Weidegebiets löste die älteren Alpbetriebe La vieille vacherie, Vacherie Boder und La Gaudine ab. Das Wirtschaftsgebäude auf der hoch gelegenen Bergweide Pré Carrel besteht gemäss einer Datumsinschrift an der Hausfassade seit 1800. Die lange Tradition der Métairies in diesem Teil des Juragebirges ist als bedeutendes Kulturgut in die Liste der lebendigen Traditionen in der Schweiz eingetragen worden.

## Tourismus und Sport

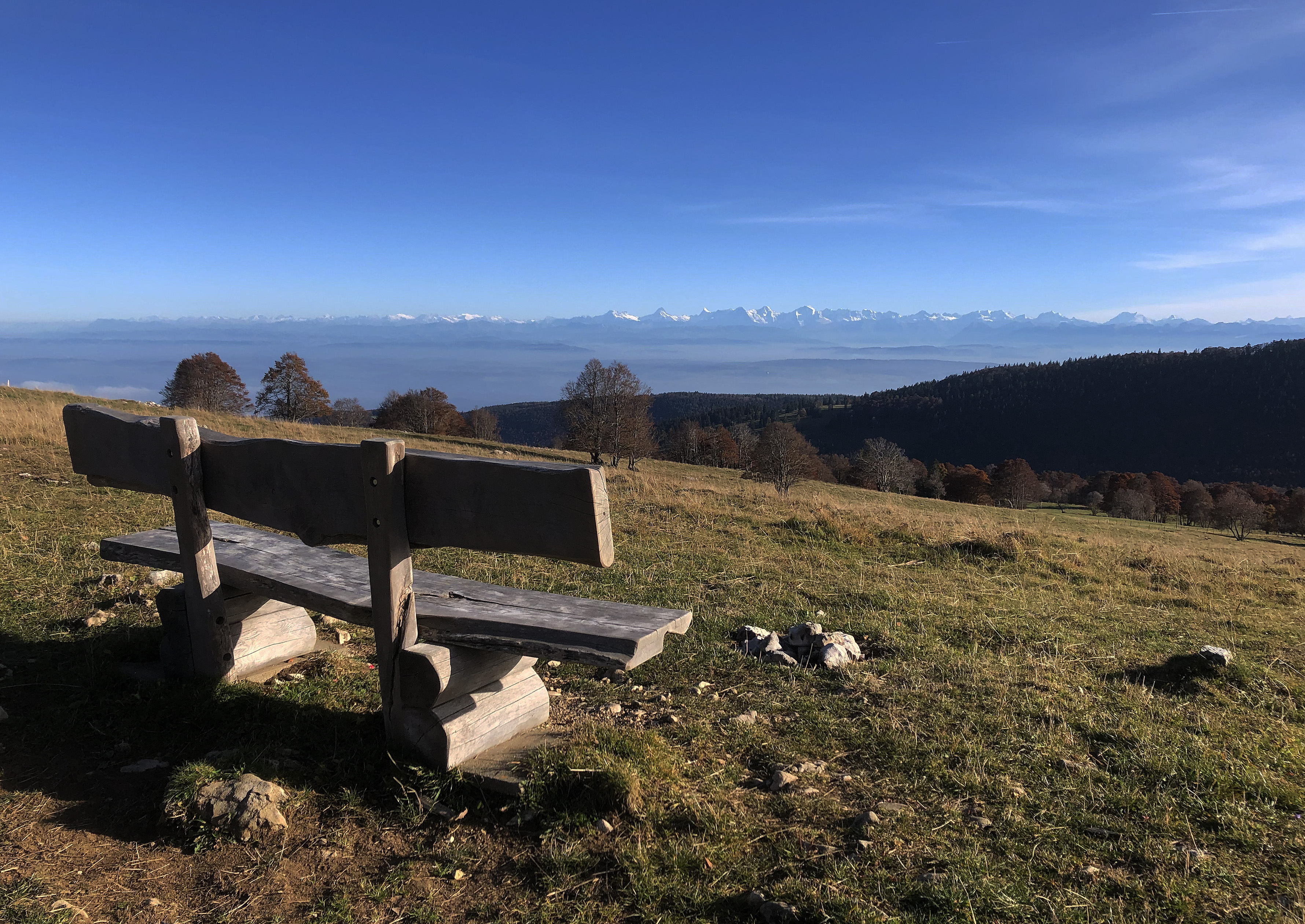
Aussichtspunkt am Jura-Höhenweg über den Bergweiden von Orvin

Im späten 19. Jahrhundert kamen immer mehr Besucher auf die Berge oberhalb von Biel. Etwa um die Jahrhundertwende richteten die Bewohner von Orvin in der älteren Sennhütte La vieille vacherie einen Gasthof ein. Bald darauf standen auf der aussichtsreichen Anhöhe Herbergen wie das Haus Bellevue und dann auch private Vereinsunterkünfte. Die Sektion Biel des Schweizer Alpen-Clubs baute 1917 hoch oben im Weidegebiet auf 1326 m ü. M. das Berghaus Cabane du Jura (deutsch „Jurahaus“), das höchstgelegene Gebäude von Orvin, von dessen Terrasse aus das Panorama mit den Berner Alpen gut zu sehen ist; die 1906 gegründete Ortsgruppe Biel der Naturfreunde errichtete am Plan Dessous das „Naturfreundehaus Les Prés-d’Orvin“; um 1934 kam das Ferienhaus der Sektion Biel-Ost des Schweizerischen Arbeiter-Turn- und Sportverbands (Satus) dazu; und auch der Ski Club Romand Bienne, der Berg und Ski-Club Flora Bienne, der Arbeiterskiclub Biel, der Bergklub «Flügelrad» und der Touristenclub Biel (TCB), der dem Schweizerischen Sportverband öffentlicher Verkehr (SVSE) angeschlossen ist, errichteten in den Prés d’Orvin eigene Chalets. Vom Bau einer neuen Güterstrasse von Orvin auf den Berg als Ersatz für den alten beschwerlichen Hohlweg in den 1930er Jahren profitierten auch die Touristen, und so wurden in rascher Folge viele private Ferienhäuser und Zweitwohnungen auf den Wiesen und im Bergwald gebaut, und neue Strassen und Zufahrtswege zerschneiden das ehemalige Kulturland.
Die Bergsiedlung ist vom Ortszentrum in Orvin über eine Lokalstrasse mit Privatwagen und seit 1989 mit einer Buslinie der Verkehrsbetriebe Biel erreichbar. Das Jurahaus des SAC und die typischen Gastwirtschaften oder Hofläden der Sennereibetriebe liegen am dichten Netz der Bergwanderwege und halten im Sommer wie im Winter für die Touristen Verpflegung bereit. Die offene Berglandschaft ist ein Wintersportgebiet in der Nähe der Siedlungszentren im Berner Mittelland mit Langlaufloipen vom Tal Prés Vaillons bis über das Weidegebiet hinauf. Über die Kammlinie Crête de Jobert am Nordrand der Weiden von Orvin verläuft ein Abschnitt des Jura-Höhenwegs. Und das ganze Berggebiet des Chasserals ist mit seinen vielen Fahrstrassen und Trails auch für Mountainbike-Touren beliebt. Die Freizeitaktivitäten in der Streusiedlung und auf den Bergwegen stören allerdings Pflanzen und Tiere einiger Biotope.

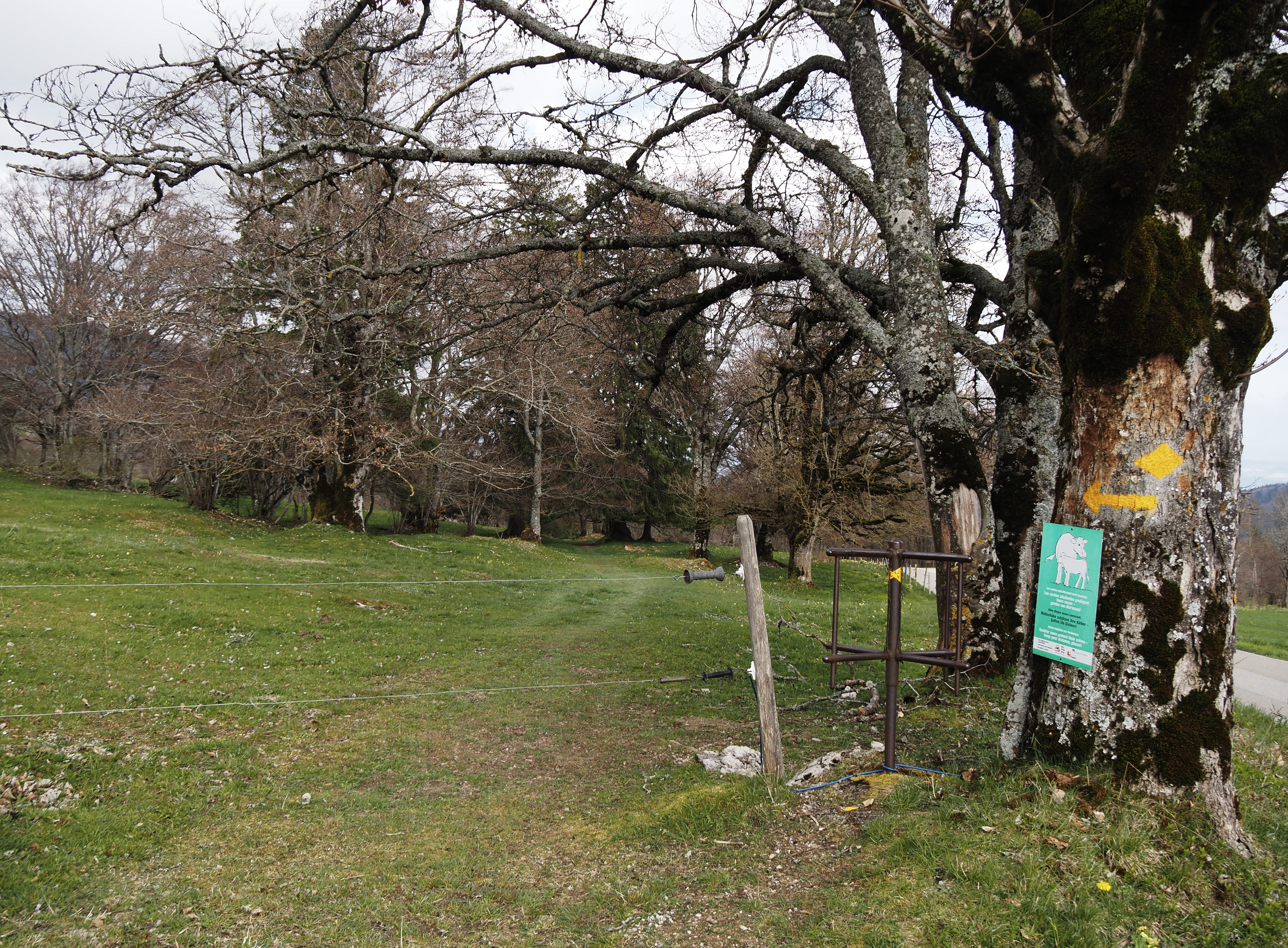
Wanderweg durch die Weide Les Voigières
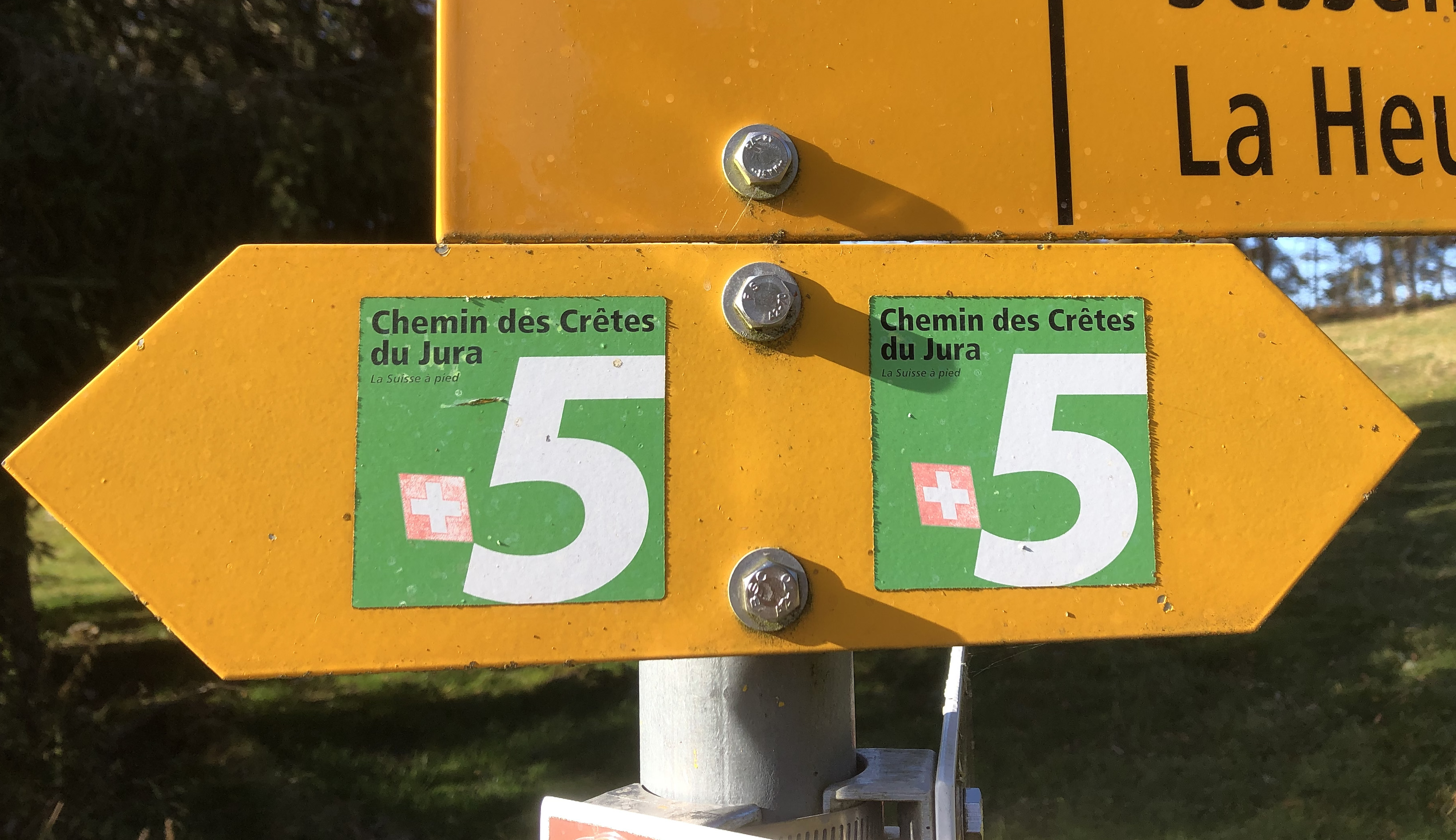
Markierung des Jura-Höhenwegs

## Vegetation
Auf den weiten, extensiv genutzten Gebieten am Berghang liegen gut vernetzte, artenreiche Bergwiesen. Die grossen Zonen mit einer wertvollen Bergflora sind im Schutzgebiet zusammengefasst und bilden mit den übrigen, intensiv bewirtschafteten, botanisch eintönigen Weiden ein vielfältiges Vegetationsmosaik. Gemäss der Bestandesaufnahme der Flora durch den Kanton Bern und dem Bundesinventar der Trockenwiesen und -weiden von nationaler Bedeutung gelten noch etwa 38 Prozent der geschützten Flächen als echter Halbtrockenrasen (pflanzensoziologisch der Verband Mesobromion), der jedoch in stärker beweideten Bereichen Anzeichen von Überdüngung aufweist. 22 Prozent der Flächen zählen zu den trockenen Fettweiden, auf denen ebenfalls eine reiche Flora gedeiht, und die restlichen Gebiete sind Sonderformen von Trockenrasen mit verstreuten Gehölzen. Auf den mehr beanspruchten Weideflächen weist die Grasnarbe starke Trittschäden auf.
Die seit Jahrhunderten im Jura weit verbreitete Kultur der offenen Waldweiden prägt auch die Landschaft am Chasseral. Die Land- und Forstwirtschaft auf den bestockten Weiden (frz. pâturage boisé), die seit 1902 durch Bundesrecht geschützt sind, im Gleichgewicht zu halten, erfordert eine unablässige Pflege der Vegetation. Im Oktober 2011 wurde der Domäne Métairie d‘Evilard eine Auszeichnung für die vorbildliche Erhaltung der Waldweiden auf ihrem Terrain verliehen.

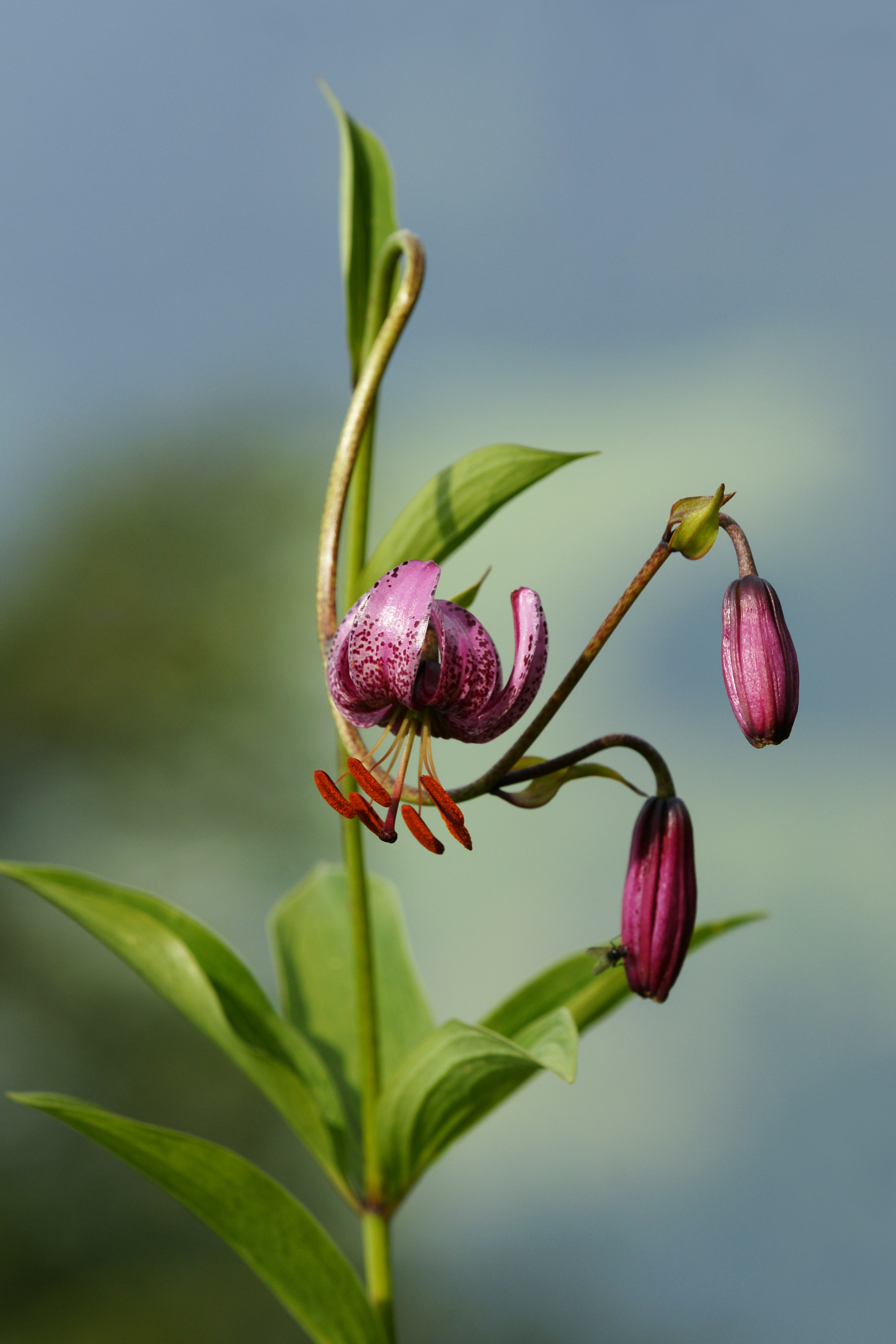
Türkenbundlilie

Die aussergewöhnliche alpine Pflanzenwelt des Chasseralmassivs ist seit dem Berner Naturforscher Albrecht von Haller (1708–1777) bekannt. Vom Frühling bis zum Herbst tragen die Magerrasen neben zahlreichen, an die Standorte angepassten Gräsern eine Vielzahl anderer Blütenpflanzen, die für die reiche Insektenfauna wertvolle Habitate bilden. Das Bundesinventar der Trockenwiesen und -weiden von nationaler Bedeutung begründet die Schutzwürdigkeit der Prés d’Orvin unter anderem mit vielen dort lebenden seltenen Pflanzen. Dazu gehören Orchideen wie die Grüne Hohlzunge (Coeloglossum viride), das Gefleckte Knabenkraut (Dactylorhiza maculata s.l.), die Mücken-Händelwurz (Gymnadenia conopsea), das Männliche Knabenkraut (Orchis mascula), das Kleine Knabenkraut (Orchis morio), das Brand-Knabenkraut (Orchis ustulata) und die Rosa Kugelorchis (Traunsteinera globosa). Dazu blühen auf den Wiesen zum Beispiel auch der Weichhaarige Pippau (Crepis mollis), die Gewöhnliche Hundszunge (Cynoglossum officinale), der Deutsche Ginster (Genista germanica), die Türkenbundlilie (Lilium martagon), die Gelbe Narzisse (Narcissus pseudonarcissus, deutsch auch „Osterglocke“), die Waldhyazinthe (Platanthera sp.) und der Berg-Hahnenfuss (Ranunculus montanus). Im Herbst erscheinen die Arten des Augentrosts.
Über die Waldweiden sind zahlreiche für Flora und Fauna nützliche Strukturelemente wie kleine temporäre Feuchtgebiete, vegetationslose Stellen mit Fels-, Kies- und Sandflächen, trocken gefügte Weidemauern, Steinlesehaufen, Gebüsche, Hecken, Flächen mit Zwergsträuchern und Baumgruppen verstreut. Einzeln und gruppenweise stehen alte Buchen, Fichten und Eichen im Gebiet. Wo auf wenig ertragreichen Flächen die Beweidung aufhörte, breitete sich der Wald zum Schaden der Wiesenbiotope aus. Umgekehrt eliminierten die Bewirtschafter auf günstigeren Flächen viele Bäume, um die Weidefläche zu optimieren, und zerstörten dadurch kleine Lebensräume für Insekten, Vögel, Moose und Flechten. Die beiden Entwicklungen, die auf vielen Trockenwiesen festzustellen sind, beeinträchtigen die Artenvielfalt. In den Naturschutzgebieten werden neuerdings vom Parc régional Chasseral und andern Instanzen einerseits wuchernde Gehölze zurückgeschnitten und andererseits gezielt einzelne Bäume angepflanzt. Besonders wertvolle «Habitatbäume» stehen unter einem besonderen Schutz.
In der Nähe des TWW-Gebiets Les Prés d’Orvin steht beim Gasthaus «Bellevue» ein als Epicéa vergé des Prés d’Orvin oder „Schlangenfichte der Prés d’Orvin“ bekannt gewordener Baum, der wegen seiner Seltenheit vom Regierungsrat des Kantons Bern am 19. September 1944 als Naturdenkmal geschützt wurde. Die Schlangenfichte picea abies virgata ist eine im Jura sehr seltene Varietät der Rottanne. Dem heute etwa 150 Jahre alten Exemplar von Orvin widmete die Schweizerische Zeitschrift für Forstwesen 1935 einen Artikel. Im Jahrgang 1895 dieser Fachzeitschrift hatte der frühere Redaktor Franz Fankhauser schon einmal von einem auffälligen (heute nicht mehr vorhandenen) Baum auf den Wiesen von Illfingen (deutscher Name von Orvin) berichtet, einer starken Rottanne, die er mit einem geschätzten Alter von fast 300 Jahren, dem Umfang von mehr als acht Metern und der Höhe von 34,5 Metern als den vermutlich grössten Baum des Kantons Bern, wenn nicht der ganzen Schweiz bezeichnete.
Im zwei Abschnitten des Schutzgebiets lässt der Zementkonzern Vigier Ciment, der seinen Sitz in der Nachbargemeinde Péry-La Heutte hat, als ökologische Ausgleichsmassnahme für den Betrieb des neuen Kalksteinbruchs La Tscharner in Absprache mit den regionalen Behörden verschiedene Pflegearbeiten durchführen. Das Unternehmen setzte dazu eine Kommission für Ökologie (Sous-Commission Écologie SCE) ein, die neben anderen Massnahmen im Weidegebiet Pré Carrel nahe der Wasserscheide und in der Zone Les Voigières vertraglich die Erhaltung der extensiv genutzten Magerwiesen unterstützt. Die Kommission liess um 2000 im TWW-Naturreservat Les Lavettes eine vom Wald bereits ganz bedeckte ehemalige Weidefläche ausholzen und sorgt seither für die Pflege der regenerierten Wiesen.

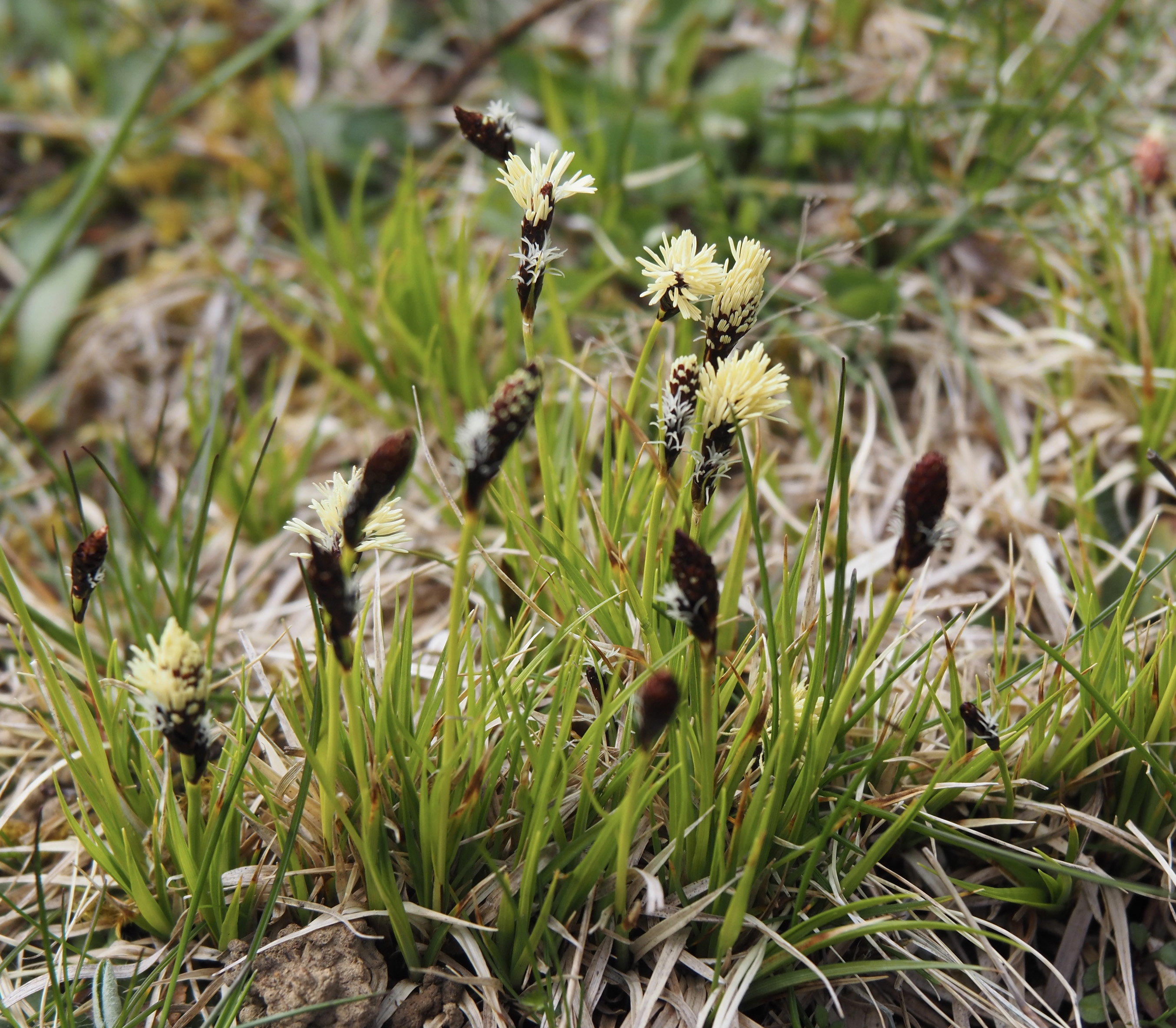
Berg-Segge in den Weiden von Orvin
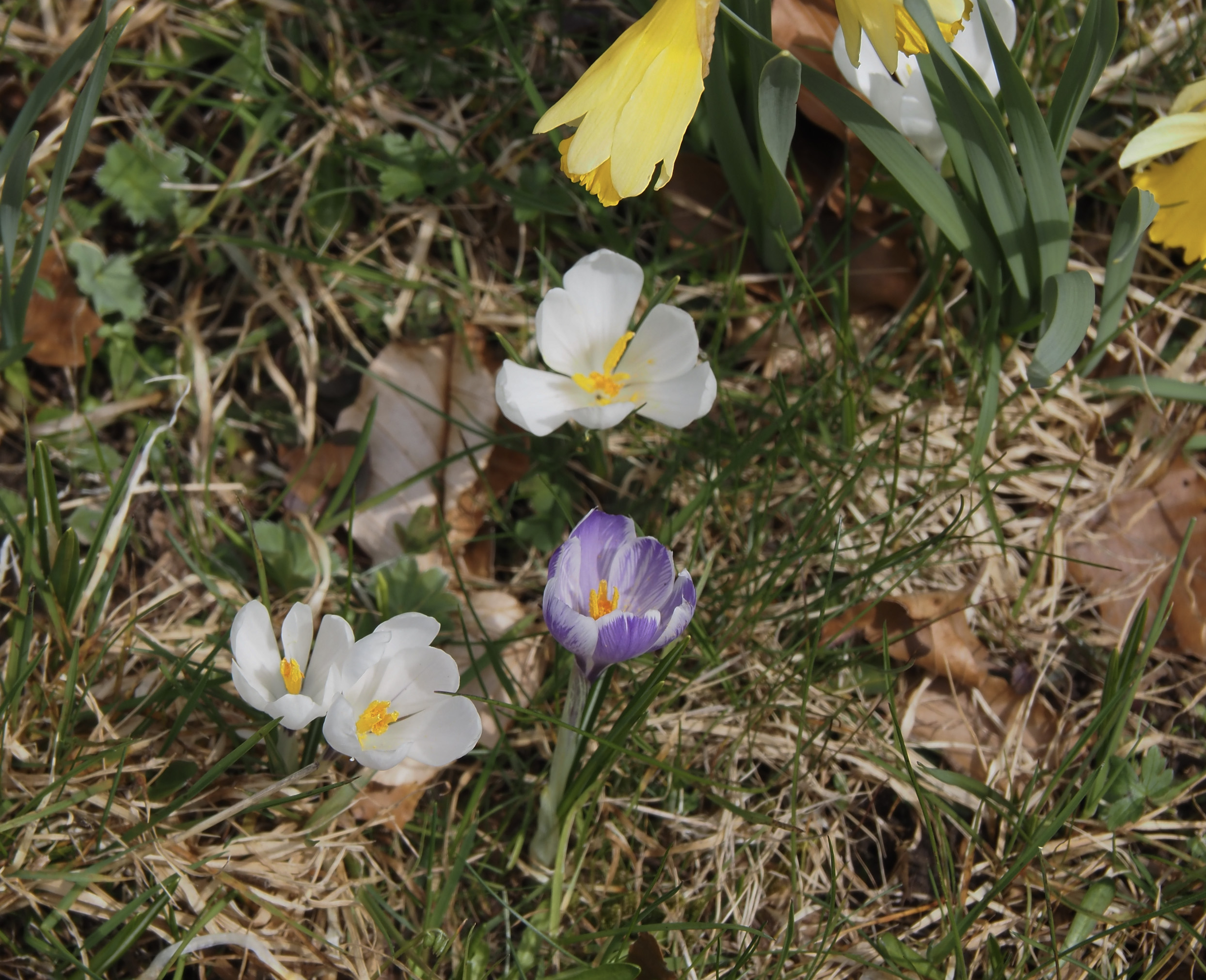
Krokusse auf der Waldweide Plan Dessus
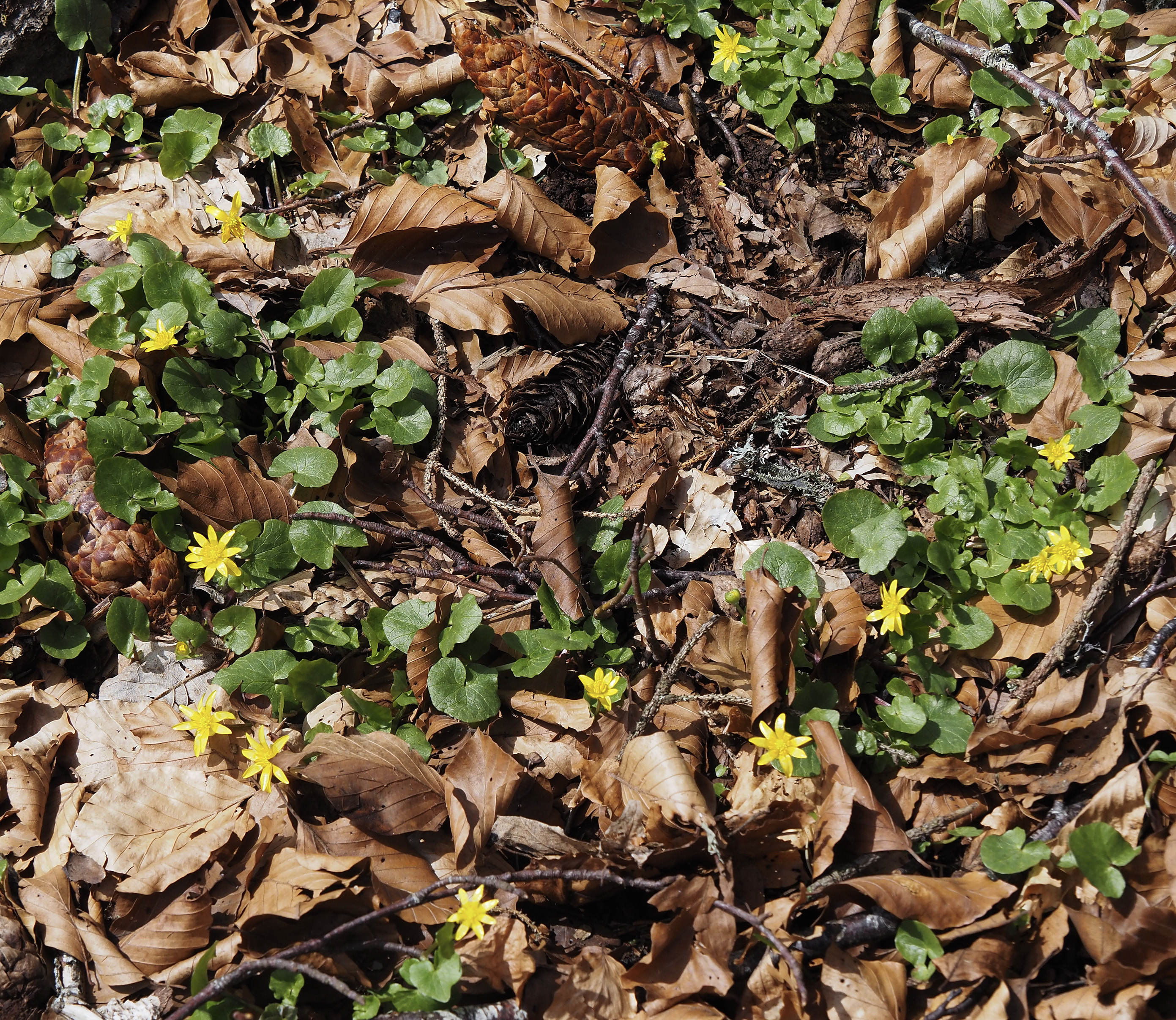
Scharbockskraut bei der Métairie de Prêles
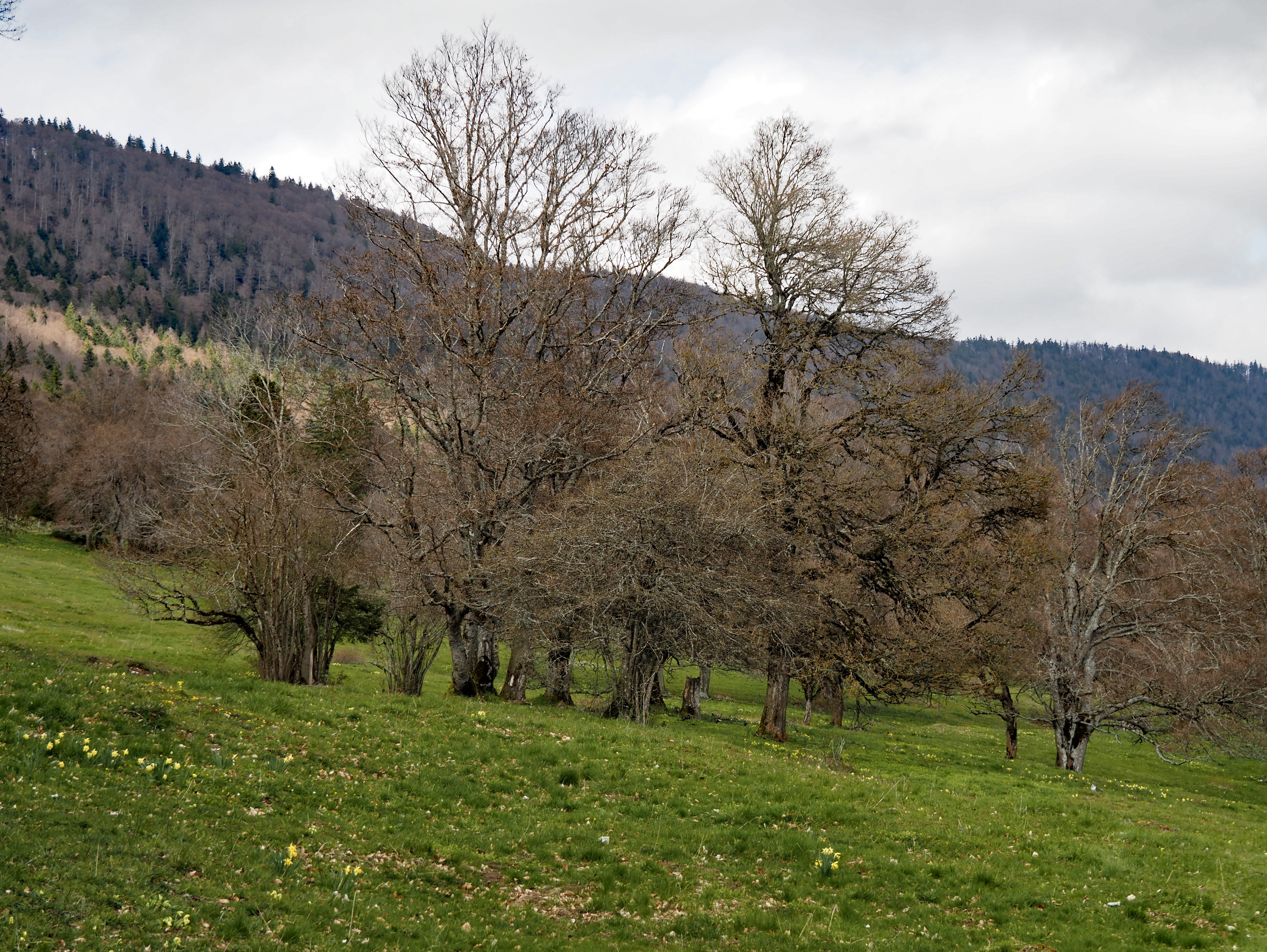
Gehölz auf der Magerwiese

## Blütezeit der Narzissen

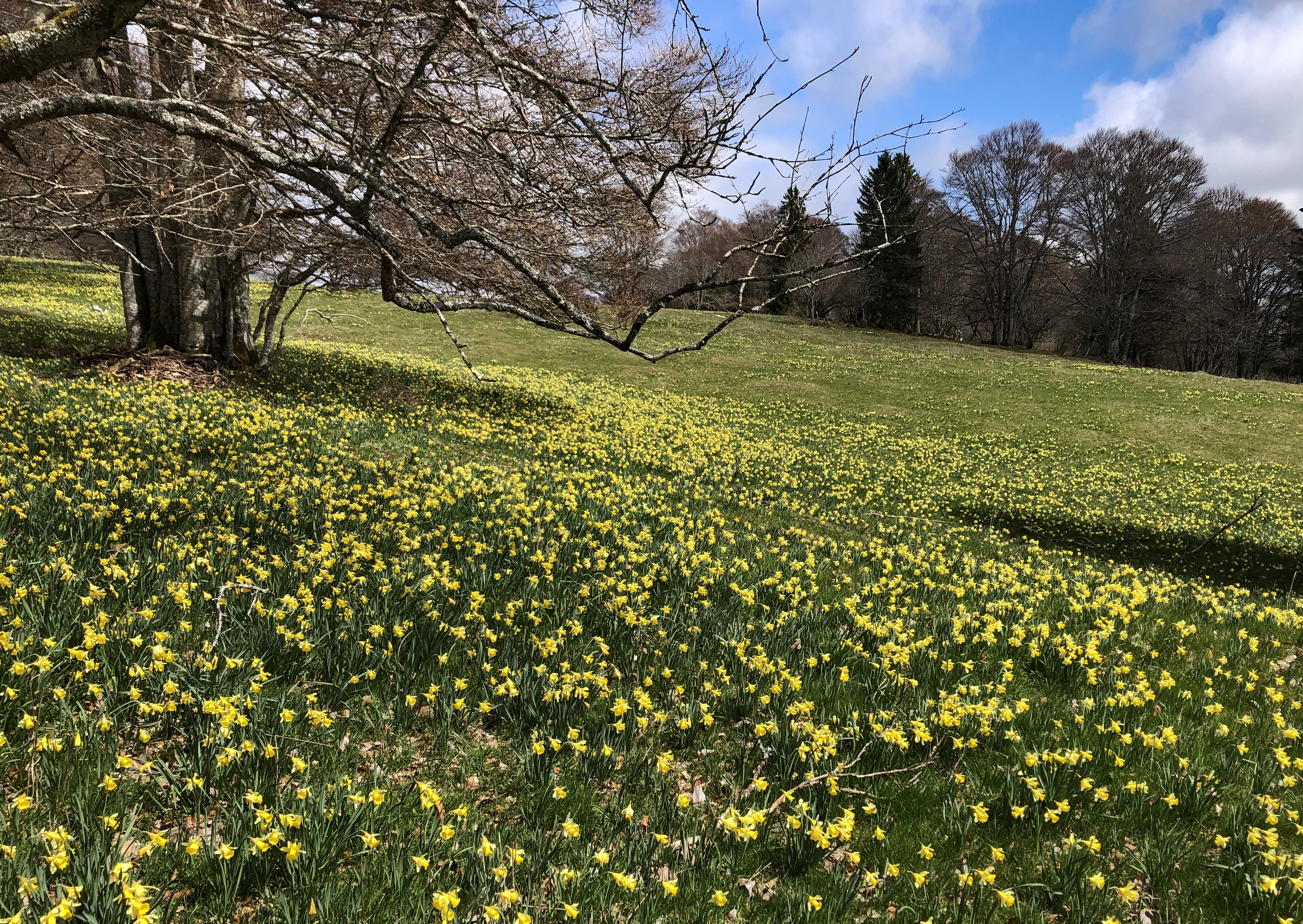
Blüte der Narzissen

Unter den vielen Blumenarten auf den Weiden von Orvin ist die wild wachsende Gelbe Narzisse oder „Osterglocke“ (französisch jonquille) bei weitem die bekannteste. Sie erscheint im Frühling an den offenen Südhängen des Chasseral zu Hunderttausenden auf den Magerwiesen und blüht, begleitet von vielen Krokussen, bevor die Gräser eine zu grosse Höhe erreichen. Die seit langem am Chasseral heimische Blütenpflanze konnte sich mit der Zeit über weite Flächen ausbreiten. An Stellen mit besonders günstigen, ungestörten Böden wächst sie dicht gedrängt, und selbst in humösen Ritzen verkarsteter Felsoberflächen kann sie gedeihen. Auch einige halboffene Weideflächen auf dem Spitzberg und auf den Anhöhen nördlich des Sankt-Immer-Tals und im Neuenburger Jura tragen unzählige wilde Narzissen. Auf den regelmässig gedüngten fetten Wiesen wie im Tal Prés Vaillons und anderen übernutzten Parzellen sind sie hingegen am Verschwinden.
Das saisonale Blütenmeer zählt zu den herausragenden Natursehenswürdigkeiten des Berner Jura und zieht im Frühling jeweils viele Pflanzenliebhaber an (so wie in den Alpen die Felder voller Weisser Osterglocken bei Seewis im Prättigau und auf Les Avants bei Montreux am Genfersee). Weil die Narzissen früher oft abgeerntet und gar ausgegraben wurden, ist die Art seit 1978 staatlich geschützt. Die regionalen Tourismusorganisationen informieren während der Hochzeit der Narzissenblüte über den Stand der Flora und auch über die nötigen Massnahmen zur Besucherlenkung. Vom Naturpark Chasseral eingesetzte Ranger unterrichten die zahlreichen Schaulustigen über das angemessene Verhalten im Naturschutzgebiet. Das Pflücken kleiner Mengen von Osterglocken für den Privatgebrauch ist erlaubt. Von den Flurstrassen und Wanderwegen aus sind die ausgedehnten Blumenfelder gut zu überblicken.

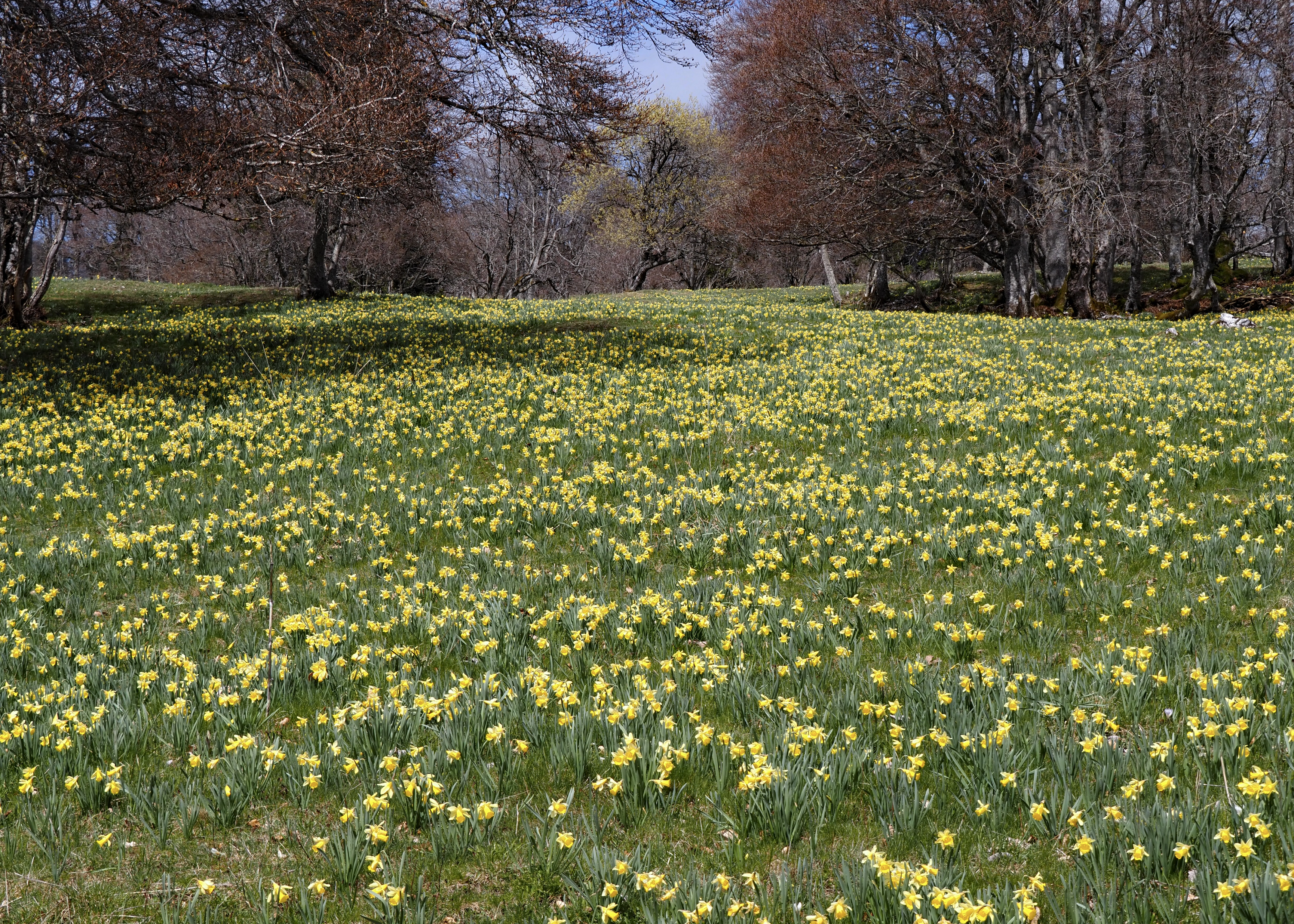
Blütenmeer
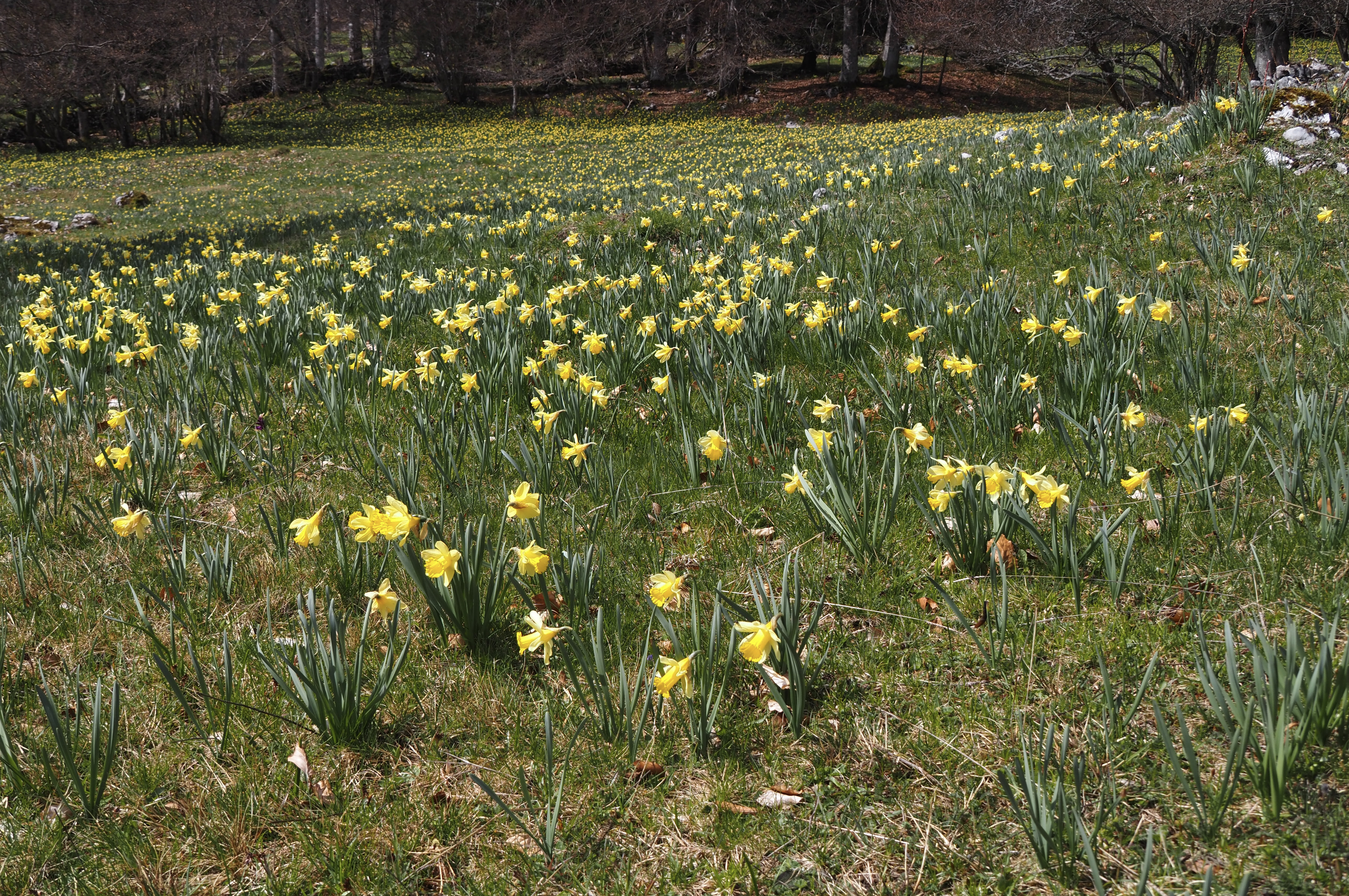
Narzissenfeld
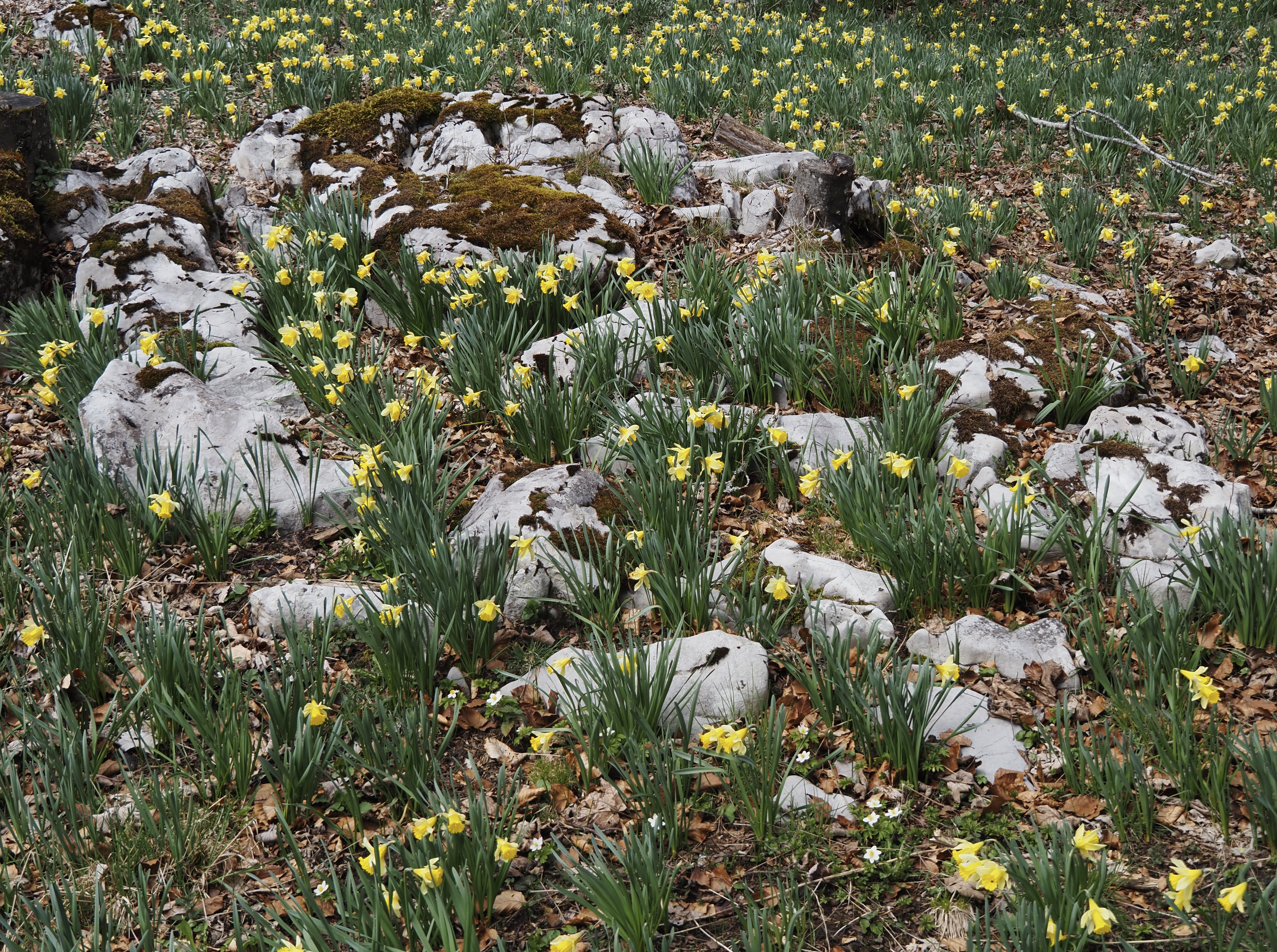
Blumen im Karstfelsen
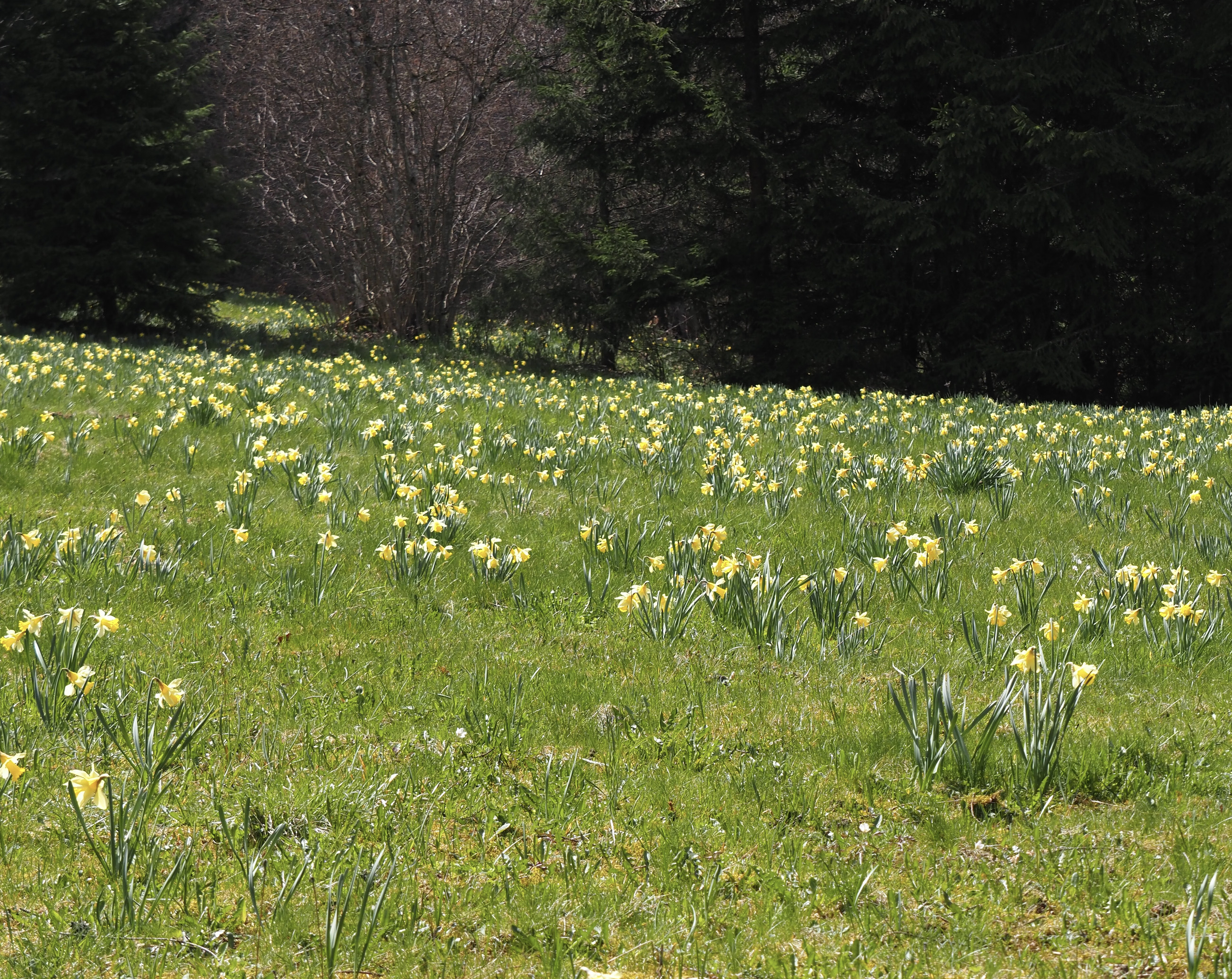
Narzissen auf Prés Vaillons
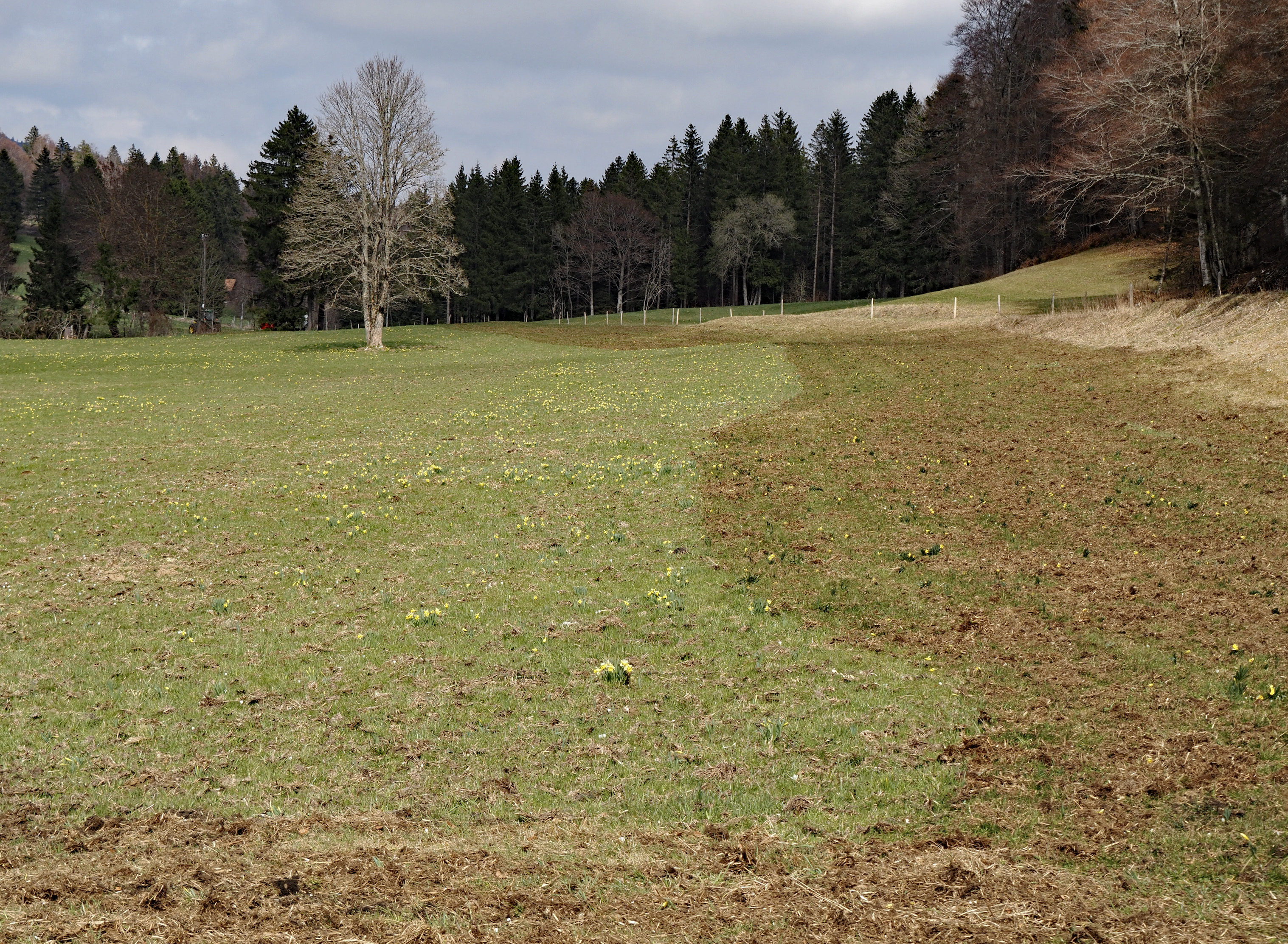
Gedüngte Fettwiese auf Prés Vaillons

## Fauna
Die Trockenstandorte der halboffenen Bergwiesen mit den Bäumen und Gehölzen bieten einer reichen Insektenfauna zahlreiche Lebensräume, wo besonders Schmetterlinge, aber auch Heuschrecken, Käfer, Ameisen und andere Tiere vorkommen.
Der Naturpark Chasseral untersuchte gezielt den Bestand der gefährdeten Heidelerche auf den Weiden von Orvin und auf dem Spitzberg. Die an offene Trockenwiesen angepasste Vogelart erholt sich seit dem Beginn des 21. Jahrhunderts wieder. Die Region des Chasseral gilt als eines ihrer Hauptbrutgebiete in der Schweiz.

## Schutzziel
Gemäss den Bestimmungen des Bundesgesetzes vom 1. Juli 1966 über den Natur- und Heimatschutz und der Verordnung über das Bundesinventar der Trockenwiesen und -weiden von nationaler Bedeutung gelten auch für das TWW-Gebiet Les Prés d’Orvin folgende Schutzziele:
- Die spezifische Pflanzen- und Tierwelt, ihre ökologischen Grundlagen und die für die Trockenwiesen typische Eigenart, Struktur und Dynamik in den inventarisierten Gebieten sind zu erhalten und zu fördern.
- Eine nachhaltig betriebene Land- und Forstwirtschaft ist dazu erforderlich.
- Es dürfen nur Bauten und Anlagen errichtet und Bodenveränderungen durchgeführt werden, die dem Schutz der Pflanzen- und Tierwelt nicht widersprechen.
- Neue und bestehende Nutzungen wie etwa durch die Land- und die Waldwirtschaft und den Tourismus müssen mit dem Schutz der Pflanzen- und Tierwelt in Einklang stehen.
- Seltene und gefährdete Pflanzen- und Tierarten und ihre Lebensgemeinschaften sind zu fördern.